# The New Statesman
The New Statesman was een bekroonde Britse sitcom, uitgezonden tussen 1987 en 1992. Het programma was een satire op de regering van de Conservatieve Partij uit die periode. De serie is geschreven door Laurence Marks en Maurice Gran, op verzoek van hoofdrolspeler Rik Mayall. De show kan worden gezien als voortzetting op de politieke satire Yes Minister en op The Young Ones (deze laatste reeks was ook met Mayall).

## Verhaal
Mayall speelde de ultrarechtse politicus Alan B’Stard (woordspeling op bastard), wiens enige doel in het leven het vergaren van zo veel mogelijk geld en macht is. Hij is voorstander van het opnieuw opsluiten van Nelson Mandela en voert een wetsvoorstel in voor de herinvoering van de slavernij, dat hij gestolen heeft van Victor Crosby, zijn rivaal voor de titel van ‘meest rechtse volksvertegenwoordiger’. B’Stard is extreem corrupt en schakelt zonder scrupules zijn tegenstanders uit, of koopt ze om indien dat niet lukt. In zijn vrije tijd hoereert hij vooral met escortedames; hij lijdt aan satyriasis en is constant met seks bezig. B’Stard geeft niet om zijn kiesdistrict en wil zijn kiezers ook niet kennen: hij veracht de gewone man. Als politicus is hij overigens zeer incompetent en valt tijdens televisie-interviews geregeld door de mand. Zijn politiek is openlijk populistisch, en hij maakt ook reclame in het House of Commons.
Hij heeft een politiek adviseur, Norman, die hij in het geheim ontmoet. Norman is transseksueel en verandert in de loop van de reeks in Norma. Hij is een zeer geslepen strateeg, en in ruil voor zijn diensten betaalt B’Stard zijn geslachtsoperatie.
B’Stard is gehuwd met de nymfomane Sarah, die er hele horden minnaars op nahoudt, haar man verafschuwt en enkel om financiële redenen bij hem blijft.
Zijn hulpje is de sullige Piers Fletcher-Dervish, die door B’Stard voortdurend geterroriseerd wordt. Tot zijn onmetelijke ergernis wordt Piers geridderd en krijgt hij een grote erfenis; in een bepaalde aflevering gaat hij er eveneens met zijn vrouw vandoor. Piers heeft namelijk uren nodig om een orgasme te bereiken, terwijl B’Stard opschept dat hij het vijfmaal in tien minuten kan doen.
B’Stard heeft een hekel aan de Labour Party. Deze wordt vooral vertegenwoordigd door Bob Crippen, een vakbondsman van de oude slag. In sommige afleveringen komt Margaret Thatcher zelf voor; haar gezicht is meestal verborgen, of ze wordt in het donker getoond.
In de laatste aflevering van de eerste reeks is B’Stard te ver gegaan; zo heeft hij onder andere Piers’ teddybeer in brand gestoken. De serie eindigt met de moord op hem. In een daaropvolgende aflevering blijkt echter dat hij de aanslag overleefd heeft; in de laatste reeks wordt B’Stard lid van het Europees Parlement, bizar genoeg voor een kieskring in Saksen. Hij krijgt een bureau in Brussel, dat hij deelt met een politica van Bündnis 90/Die Grünen. Uiteindelijk slaagt hij erin, met zijn eigen partij, ‘The Patriotic Party’, de conservatieven van de troon te stoten, waarop hij zichzelf tot ‘Lord Protector’ uitroept, in navolging van Oliver Cromwell.
B’Stards politieke ideeën omvatten onder andere: het afschaffen van de National Health Service, terugdraaien van het vrouwenkiesrecht, herinvoering van de slavernij en het oprichten van een groot geëlektrificeerd hekken tussen Engeland, Schotland en Wales. B’Stard werkt zich tevens op in neonazistische kringen. De ouders van zijn vrouw Sarah hebben Adolf Hitler nog gekend. Hij heeft tevens diverse bastaardkinderen.
In de vroege reeksen is veelvuldig sprake van Margaret Thatcher, voor wie B’Stard een grote seksuele aantrekkingskracht voelt; in de latere, toen John Major aan de macht was, werd naar hem veelvuldig als ‘prins der grijsheid’ verwezen. Na het einde van The New Statesman in 1992 verschenen nog enkele speciale afleveringen waarin B’Stard het onder andere tegen Tony Blair opnam. Rik Mayall beschouwde het personage Alan B’Stard als tijdloos, aangezien er te allen tijde boosaardigheid zal bestaan.

### Intro
De muziek bij het voorstukje is een arrangement door Alan Hawkshaw van een deel van de Promenade uit Schilderijen van een tentoonstelling door componist Modest Moessorgski.

## Cast
- Rik Mayall als Alan B'Stard
- Michael Troughton als Piers Fletcher-Dervish
- Marsha Fitzalan als Sarah B'Stard
- Rowena Cooper als Norman/Norma Bormann
- Charles Gray als Roland Gidleigh-Park
- Vivien Heilbron als Beatrice Protheroe
- Steve Nallon als Mrs Thatcher
- John Nettleton as Sir Stephen Baxter
- Nick Stringer als Bob Crippen
- Berwick Kaler als Geoff Diquead
- Terence Alexander als Sir Greville McDonald